# Coeranoscincus reticulatus
Espèce
Synonymes
- Chelomeles reticulatus Günther, 1873

Statut de conservation UICN

 LC  : Préoccupation mineure
Coeranoscincus reticulatus est une espèce de sauriens de la famille des Scincidae.

## Répartition
Cette espèce est endémique d'Australie. Elle se rencontre au Queensland et en Nouvelle-Galles du Sud.

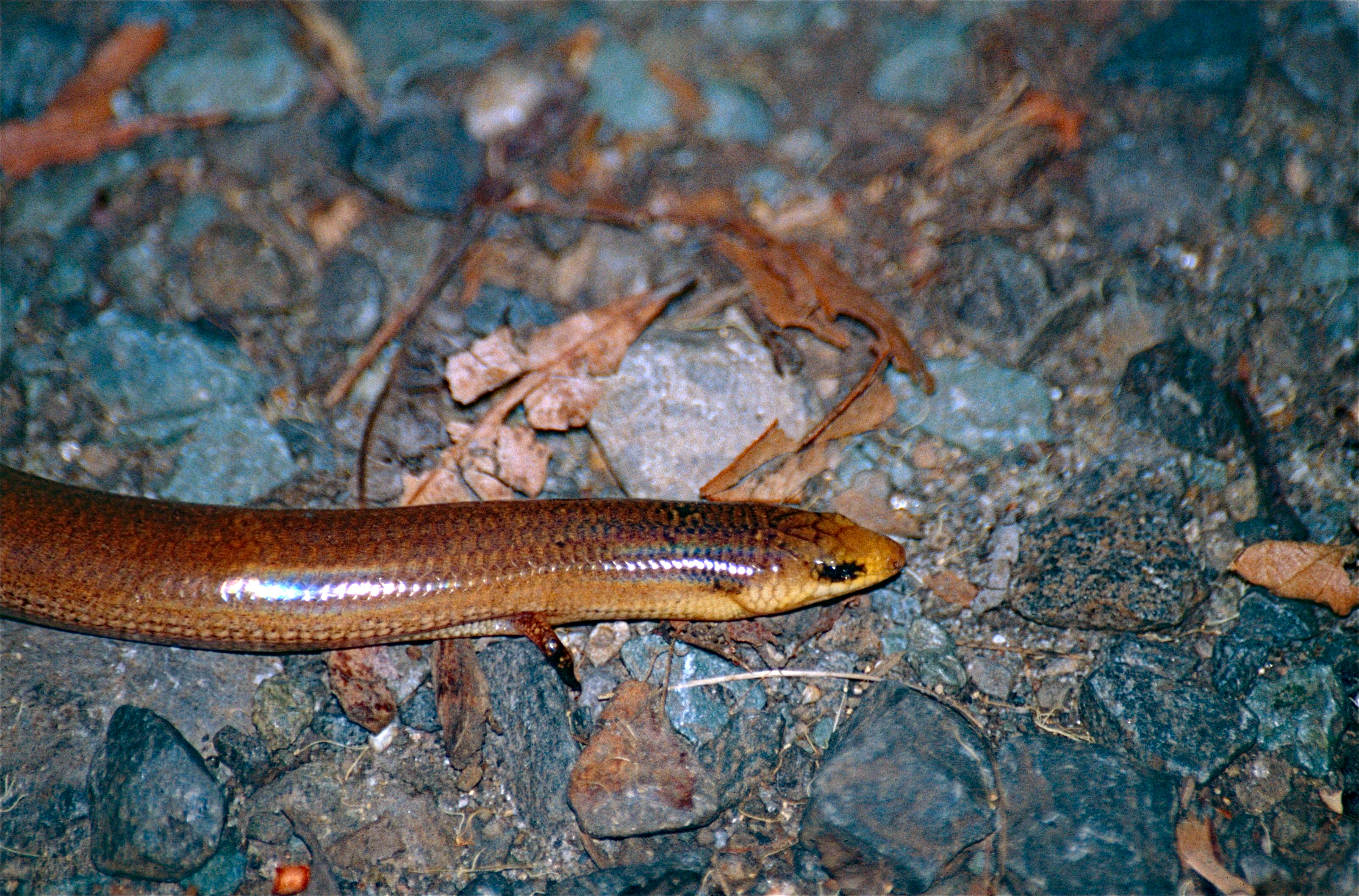

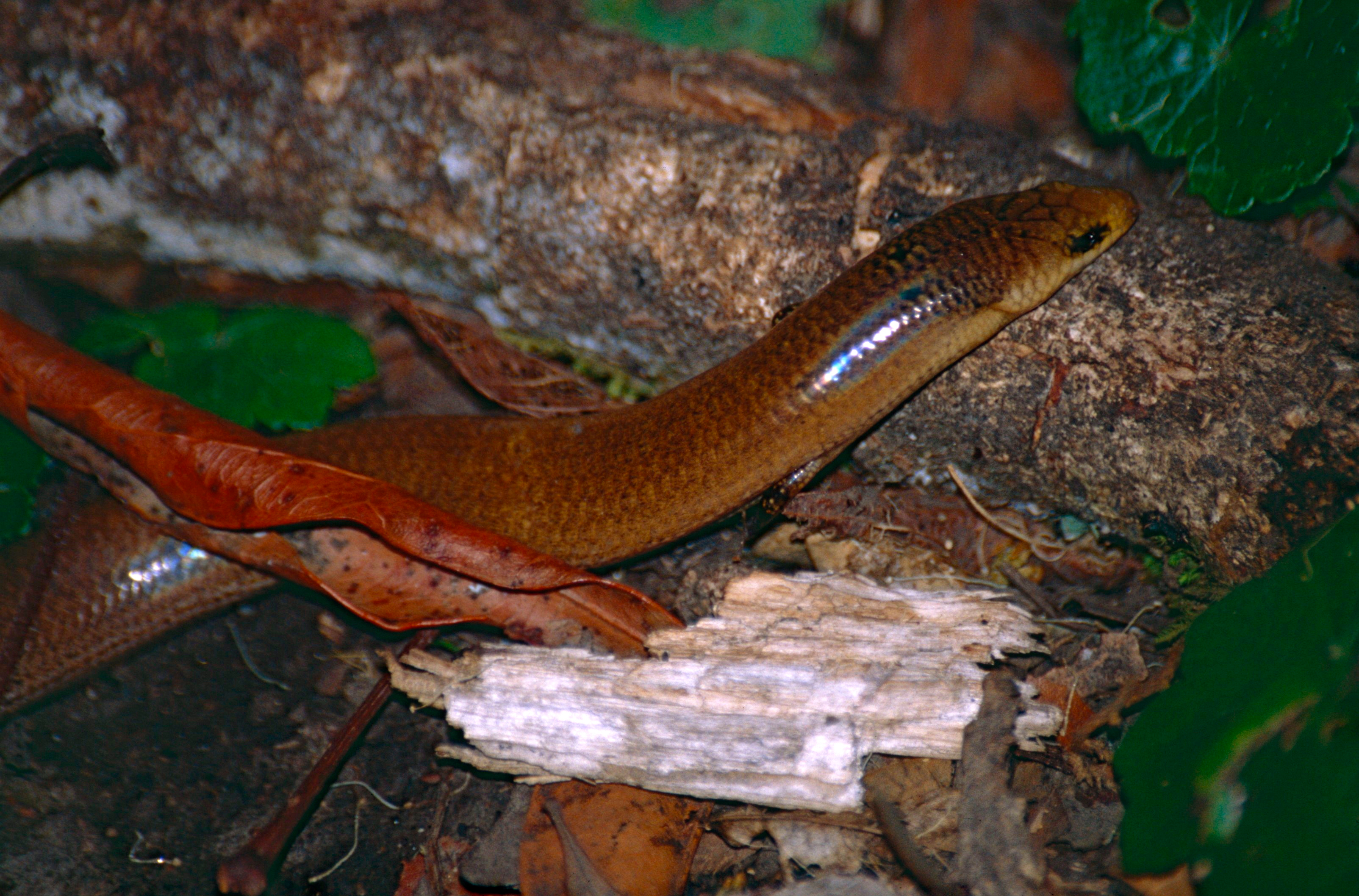

## Publication originale
- Günther, 1873 : Notes on and descriptions of some lizards with rudimentary limbs, in the British Museum. Annals and magazine of natural history, sér. 4, vol. 12, p. 145-148 (texte intégral).